# جکی چالمرز
جکی چالمرز (انگلیسی: Jackie Chalmers؛ ۱۶ اکتبر ۱۸۸۶ – Unknown) فوتبالیست اهل پادشاهی متحد بریتانیای کبیر و ایرلند بود.
از باشگاه‌هایی که در آن بازی کرده‌است می‌توان به باشگاه فوتبال آرسنال، باشگاه فوتبال بریستول راورز، باشگاه فوتبال رنجرز، و باشگاه فوتبال استوک سیتی اشاره کرد.